# Medels im Rheinwald
Medels im Rheinwald é uma comuna da Suíça, no Cantão Grisões, com cerca de 40 habitantes. Estende-se por uma área de 17,48 km², de densidade populacional de 2 hab/km². Confina com as seguintes comunas: Madesimo (IT - SO), Mesocco, Nufenen, Splügen.
A língua oficial nesta comuna é o Alemão.